# Павлиду, Екатерина
Екатерина Павлиду (греч. Αικατερίνη Παυλίδου; род. 3 апреля 1993) — греческая шахматистка, международный мастер среди женщин (2010). Четырёхкратная победительница чемпионата Греции по шахматам среди женщин (2012, 2013, 2015, 2017).

## Биография
Многократная победительница чемпионата Греции по шахматам среди девушек в различных возрастных группах: в 2009 году (U16), в 2009 и в 2012 (U20).
Три раза побеждала на чемпионатах Греции по шахматам среди женщин (2012, 2013, 2015, 2017). В 2012 году в Бейруте победила в чемпионате стран Средиземноморья по шахматам среди женщин.
Представляла сборную Греции на крупнейших командных шахматных турнирах:
- в шахматных олимпиадах участвовала три раза (2012—2016);
- в командном чемпионате мира по шахматам участвовала в 2011 году;
- в командных чемпионатах Европы по шахматам участвовала пять раз (2007, 2011—2017).